# Tweede Kamerverkiezingen 1977/Kandidatenlijst/PSP
Dit is de kandidatenlijst voor de Tweede Kamerverkiezingen 1977 van de Pacifistisch Socialistische Partij (PSP). De partij had een lijstverbinding met de PvdA en de PPR.

## Landelijke kandidaten
- vet: verkozen
- schuin: voorkeurdrempel overschreden

1. Bram van der Lek - 58.397 stemmen
2. Fred van der Spek[1] - 4.080
3. Ben Evers - 581
4. Andrée van Es - 5.918
5. Kees van Laren - 133
6. Titia Bos - 2.888
7. Pier van Gorkum - 295
8. Rob Steinbuch - 58
9. Bouwe Kalma - 968
10. Erik Meijer - 112
11. Chris Peeters - 113
12. H. Passchier-Walle - 179
13. Eric Köhler - 57
14. Jan Bos - 206
15. Jos Noordhuizen - 59

## Regionale kandidaten
De plaatsen vanaf 13 op de lijst waren per kieskring verschillend ingevuld.

### 's-Hertogenbosch, Tilburg
1. Wilbert Willems - 114[2]
2. Jan Vrolijk - 78[3]
3. B.C. Quispel - 24[3]
4. Bonne Wisman - 26
5. J.A.F.H. Eijsermans - 22
6. N.P.J.M. de Vries - 41
7. J. Gankema - 10[3]
8. Leo Neyenhuys - 13
9. Gerard Taapken - 15
10. Luc Donk - 36[4]
11. A.J. Huberts - 10
12. Berend Molz - 30[3]
13. Dymphie van Loon - 26
14. M.A. Kools - 38
15. Th.J. Notenboom - 27

### Arnhem
1. Gerrit Derkzen - 23[3]
2. Gerrit van der Heide - 9[3]
3. F.J. van der Linden - 13[3]
4. Aris Kon - 14[3]
5. H.A.J. Kruijshaar - 16[3]
6. D.E. Masdorp - 3
7. Marco Mazeland - 2
8. J.W.C. Onderstal - 16[3]
9. Sake van der Schaaf - 5
10. Joop Vogt - 16[3]
11. M.J.W.M. Akkermans - 1[3]
12. B.J.W. Berg - 1[3]
13. J.W.H.A. Bijen - 1[3]
14. J.J. Capelle - 1[3]
15. Pieter van der Hijden - 4[3]

### Nijmegen
1. M.J.W.M. Akkermans - 22[3]
2. B.J.W. Berg - 14[3]
3. J.W.H.A. Bijen - 11[3]
4. J.J. Capelle - 4[3]
5. Pieter van der Hijden - 9[3]
6. J.W. Lourens - 0[3]
7. E.M. Strumphler-Cramer - 29
8. Th.P.P. Vermeer - 7
9. Luuk Witsenhuijsen - 10
10. Gerrit Derkzen - 2[3]
11. Gerrit van der Heide - 4[3]
12. F.J. van der Linden - 3[3]
13. Aris Kon - 4[3]
14. H.A.J. Kruijshaar - 0[3]
15. J.W.C. Onderstal - 8[3]

### Rotterdam
1. J.S. Kalma-Staal - 93[4]
2. Benji de Levie - 32
3. John Hakke - 13[2]
4. Jaap van der Bie - 23
5. G. de Bruin - 19
6. F.A.M. van Eekelen - 2
7. Frank van Veldhuizen - 5
8. B. de Jong - 9
9. H.C. Zijda-de Jong - 3[4]
10. Leo Zeef - 7[4]
11. Alex Wassenaar - 0
12. Bert Tiddens - 0[4]
13. Koos Kortland - 7[4]
14. J.R. Schrek - 0[4]
15. To van Albada - 11[2]

### 's-Gravenhage
1. To van Albada - 58[2]
2. A.G. Oskamp - 1[5]
3. D.G. de Hen - 8
4. A.P. van Hoek - 20[4]
5. Anne van de Zande - 2[4]
6. Hein van Wijk - 5[2]
7. Barbara Meter - 11[4]
8. Bert Dekkers - 11
9. Jan Brandsen - 2[4]
10. Cora van der Wee-van der Veere - 19
11. Joop Vogt - 0[3]
12. W.J. Heijer - 12
13. C. Walle - 1[4]
14. Koert Vrijhof - 11
15. Lambert Meertens - 1[2]

### Leiden
1. Anne van de Zande - 7[4]
2. P. van 't Zelfde - 13
3. P. Besse-Perfors - 9
4. A.P. van Hoek - 7[4]
5. John Hakke - 3[2]
6. M.A. Plug-Passchier - 16
7. Gerrit Jan de Bruyn - 10
8. C. Walle - 13[4]
9. Hein van Wijk - 1[2]
10. G.J.M. Geertzen - 2
11. Jos van der Putten - 11
12. Jan Brandsen - 3[4]
13. A.G. Oskamp - 1[5]
14. J.S. Kalma-Staal - 7[4]
15. Lex Spaans - 24[3]

### Dordrecht
1. John Hakke - 6[2]
2. A.P. van Hoek - 7[4]
3. Jan Brandsen - 17[4]
4. Hein van Wijk - 2[2]
5. Anne van de Zande - 12[4]
6. J.S. Kalma-Staal - 35[4]
7. Lex Spaans - 2[3]
8. C. Walle - 1[4]
9. A.G. Oskamp - 0[5]
10. Wim van Breemen - 0
11. Leo Zeef - 14[4]
12. Koos Kortland - 20[4]
13. Luc Donk - 3[4]
14. Wilbert Willems - 4[2]
15. To van Albada - 12[2]

### Amsterdam
1. Henk Hoogen Stoevenbeld - 7
2. Lambert Meertens - 11[2]
3. Peter van der Wiel - 14
4. Joost Schipper - 14
5. Bert Tiddens - 8[4]
6. S. van der Werf - 12
7. G.J.J. Play - 4
8. A.G. Oskamp - 15[5]
9. Barbara Meter - 90[4]
10. Peter Korzelius - 5
11. D.M.P. Niekerk-de Haan - 11
12. Elsje Hogeweg - 74
13. Han Hoogen Stoevenbeld-Blom - 5
14. Ida Wijmans-Sjouwerman - 29
15. T.D. Roos-de Jonge - 27

### Den Helder
1. Ruud Bakker - 21[3]
2. A.F. Blokdijk - 4
3. Ed van Dalsem - 5
4. Rob Deckwitz - 10
5. Johan Eland - 27
6. Paul Hoogerwerf - 20
7. C.J.P. Kwadijk - 10
8. Dirk Mooij - 37
9. C.H. van der Putten - 11
10. Frank van der Veen - 5
11. P. Veth - 11
12. Chris Zandvoort - 17[3]
13. Peter Zwart - 10[3]
14. C.A. Zijp - 8
15. Lambert Meertens - 7[2]

### Haarlem
1. Ruud Bakker - 7[3]
2. E.I. de Keizer-Toot - 30
3. Wim Kok - 15
4. Ron Leijser - 13
5. H. de Nie - 11
6. Leo Platvoet - 33
7. Hein van Wijk - 18[2]
8. Peter Zwart - 3[3]
9. Barbara Meter - 24[4]
10. Jan Muytjens - 4[3]
11. A.G. Oskamp - 2[5]
12. Bert Tiddens - 5[4]
13. Wilbert Willems - 0[2]
14. Chris Zandvoort - 6[3]
15. Lambert Meertens - 7[2]

### Middelburg
1. M. van de Poel - 10
2. Jaap Flohil - 8
3. Piet de Ruijter - 3
4. B. Hoogesteger - 6
5. L.W. van Witsen - 5
6. John Hakke - 0[2]
7. B.C. Quispel - 0[3]
8. Luc Donk - 0[4]
9. Leo Zeef - 0[4]
10. Wilbert Willems - 2[2]
11. J. Gankema - 0[3]
12. To van Albada - 0[2]
13. Koos Kortland - 0[4]
14. Berend Molz - 0[3]
15. Jan Vrolijk - 2[3]

### Utrecht
1. Robert van Gemert - 63
2. B.G. Morriën-Snelder - 23
3. Anne Fennema - 26
4. A.C. van Wageningen - 7
5. J.N. Willemse - 5
6. Marijke de Jong-van Kervel - 105
7. J.H. van de Wetering - 6
8. J. Verdouw - 8
9. Wim van der Wal - 8
10. T.C.C. Scholten-van Iterson - 11
11. Klaas Levinga - 4
12. Frans Janssen - 14
13. F.P.M. Florin - 5
14. D.A. van der Peijl - 12
15. J.W. Lourens - 10[3]

### Leeuwarden
1. Jan Jansma - 23[3]
2. Bart Kingma - 30[3]
3. J. Postma-van Roeden - 5
4. Jan Roest - 14
5. P. Hofman - 19
6. P.Th. de Leeuw - 6
7. H.T.A. de Vos-van Heusden - 19
8. Piet Meerdink - 8
9. W. Penning - 4
10. Herman Riezebos - 1
11. J. Bakker - 6
12. Wijnand Thoomes - 2
13. G. Ruiter - 10
14. J. Bethlehem - 7
15. P.B. van Bentum - 12

### Zwolle
1. J. Bijlefeld - 21[3]
2. H.C. Zijda-de Jong - 27[4]
3. C.P. de Graaff - 16
4. L.P.M. Gilissen - 12
5. Hein Blankers - 1
6. D.F. Turk - 18
7. Jan Bosch - 15
8. J.G. Meijer - 4
9. H.J. Nijhof - 15
10. Harm ter Haar - 7
11. Wim Meijer - 3[3]
12. J.G. Klein Haneveld - 7[3]
13. Hennie Kokkeler - 15
14. H. Disberg - 12
15. A. Bronsema - 8

### Groningen
1. Sander Doeve - 49
2. H. Praktiek - 17
3. H. Bos - 5
4. Tom Pitstra - 31
5. Harm Hovenkamp - 6
6. J.R. Schrek - 6[4]
7. Derk Ploeger - 22
8. Durk Hak - 6
9. Gerrit Gorter - 8[3]
10. Jos.H. Lensink - 17[3]
11. A.G.S. Posthumus - 0[3]
12. Agnes van Leeuwen - 56
13. C.H. Stoetzer - 2
14. Th.P. Hilhorst - 2
15. Frans Kamphuis - 24

### Assen
1. Lo van Veen - 10
2. Harry Titawano - 28
3. Harmen van Houten - 18
4. M. van den Heuvel - 6
5. Arnout van Doorninck - 5
6. Wim Meijer - 2[3]
7. Gerrit Gorter - 3[3]
8. Jos.H. Lensink - 4[3]
9. Jan Jansma - 0[3]
10. A.G.S. Posthumus - 1[3]
11. J. Bijlefeld - 1[3]
12. H.C. Zijda-de Jong - 1[4]
13. J.G. Klein Haneveld - 1[3]
14. J.R. Schrek - 0[4]
15. Bart Kingma - 4[3]

### Maastricht
1. Jan Muytjens - 101[3]
2. W. Scheper - 56
3. P.W.O. van der Velden - 79
4. Sef Hoedemakers - 66
5. A.J.Th. Maes - 51
6. Sonja van der Steen - 30
7. L.H.G. de Moor - 45
8. Eric Hermans - 74
9. Jan Hendriks - 24
10. J.H. Kortenraij - 16
11. Jos Meeuws - 65
12. P.M.G. Visser - 16
13. Fred van Tankeren - 34
14. J.H.R. Steijns - 7
15. Toon de Jong - 57

CDA · PvdA · VVD · PPR · CPN · D'66 · DS'70 · SGP · Boerenpartij · GPV · PSP · RKPN · DAC · Federatie Bejaardenpartijen Nederland · Partij van de Belastingbetalers · SP · NVU · Verbond tegen Ambtelijke Willekeur · Europese Conservatieve Unie · Lijst 18 (kieskring IX) · KENml · RPF · NMP · Lijst 22
1959 · 1963 · 1967 · 1971 · 1972 · 1977 · 1981 · 1982 · 1986 · 1989